# 2 décembre 1904
Le vendredi 2 décembre 1904 est le 337e jour de l'année 1904.

## Naissances
- Alfredo Alves (mort le 4 juillet 1975), joueur de football brésilien
- Lucien Monjauvis (mort le 15 novembre 1986), personnalité politique française
- Pedro Laza (mort le 4 avril 1980), musicien colombien

## Décès
- Frédéric de Hohenzollern-Sigmaringen (né le 25 juin 1843), prince allemand
- Louis Frédéric Tautain (né le 7 août 1855), médecin et explorateur français

## Événements
- Les capitaines français Aguttes et Prokos se heurtent à des pillards Oulad Djerrir à une cinquantaine de kilomètres de Tombouctou. Ils les mettent en déroute mais ne peuvent pas les poursuivre, faute de posséder suffisamment de méharis[réf. souhaitée].